# Жиганде, Кэм
Кэм Джослин Жиганде (англ. Cam Joslin Gigandet; /ʒiːɡɑn.de/; род. 16 августа 1982, Такома, США) — американский актёр.

## Биография
Кэм Жиганде родился в Такоме (штат Вашингтон) 16 августа 1982 года. Его отец, Джей, совладелец и управляющий небольшой сети ресторанов «The Rock, Wood Fired Pizza & Spirits» на северо-западе США, мать, Кимберли, домохозяйка, а старшая сестра Келси — стилист.
Детские годы Кэма прошли в городке Оберн, откуда в 2001 году, после окончания средней школы, он перебрался в Калифорнию и поступил в Общественный Колледж Санта Моники, где и приступил к изучению актёрского мастерства.
Дебютировал на телевидении в третьем сезоне популярного телесериала «C.S.I.: Место преступления» (2000—2009), в эпизодической роли. На начальном этапе своей карьеры получил роли ещё в трёх телесериалах: «Молодые и дерзкие» (1973—2009), «Одинокие сердца» (2003—2007) и «Джек и Бобби» (2004—2005).
В 2004 году исполнил главную роль в короткометражке «Mistaken», после чего на несколько лет исчез с кинематографических горизонтов. В большое кино вернулся в 2007 году, исполнив незначительную роль в комедии «Кто твой Кэдди?». Затем была куда более заметная роль в молодёжной спортивной драме «Никогда не сдавайся» (2008), а затем второстепенная роль в мистической картине «Сумерки» (2008), имевшей большой успех по всему миру.
В 2010 году снялся в фильме «Бурлеск» вместе с Кристиной Агилерой, Эриком Дэйном и Шер. В 2011 году на экраны вышел фильм «Пастырь», где Кэм Жиганде снялся в одной из главных ролей.

## Личная жизнь
14 апреля 2009 года у Жиганде и его невесты Доминик Гайзендорфф родился первый ребёнок — дочь Эверли Рэй Жиганде (Everleigh Ray Gigandet). 23 января 2013 года у актёра родился сын. Мальчика назвали Реккер Рэдли Жиганде (Rekker Radley Gigandet). 30 ноября 2015 года у пары родился третий ребёнок — дочь Арми Хёртли Жиганде (Armie Heartly Gigandet).
Согласно одному из интервью, Кэм имеет некоторые навыки боевых искусств: 

«Я около года посещал занятия по Крав-мага и учился, думаю, это не считается. Основные навыки борьбы я получил, когда был ещё ребёнком. Я занимался карате, в основном, для самозащиты, но после пары месяцев занятий бросил. Самая усиленная подготовка потребовалась для съёмок в фильме „Никогда не сдавайся“, для которого я потратил около шести месяцев непрерывных тренировок по MMA. Этот фильм дал мне хорошую и твёрдую основу, чтобы пробовать учиться чему-то новому.»

## Фильмография
| Год       |    | Русское название            | Оригинальное название                      | Роль                     |
| --------- | -- | --------------------------- | ------------------------------------------ | ------------------------ |
| 2003      | с  | C.S.I.: Место преступления  | CSI: Crime Scene Investigation             | Марк Янг                 |
| 2004      | с  | Молодые и дерзкие           | The Young and the Restless                 | Даниэль Ромалотти        |
| 2005      | с  | Джек и Бобби                | Jack & Bobby                               | Рэнди Бонгард            |
| 2005—2006 | с  | Одинокие сердца             | The O.C.                                   | Кевин Волчок             |
| 2008      | ф  | Никогда не сдавайся         | Never Back Down                            | Райан МакКарти           |
| 2008      | ф  | Сумерки                     | Twilight                                   | Джеймс                   |
| 2009      | ф  | Нерождённый                 | The Unborn                                 | Марк Хардиган            |
| 2009      | ф  | Пандорум                    | Pandorum                                   | Галлоу                   |
| 2010      | ф  | Пятизвёздочный день         | Five Star Day                              | Джейк Гибсон             |
| 2010      | ф  | Эксперимент                 | The Experiment                             | Чейз                     |
| 2010      | ф  | Отличница лёгкого поведения | Easy A                                     | Мика                     |
| 2010      | ф  | Бурлеск                     | Burlesque                                  | Джек Миллер              |
| 2011      | ф  | Соседка по комнате          | The Roommate                               | Стивен Мортерелли        |
| 2011      | ф  | Пастырь                     | Priest                                     | Хикс                     |
| 2011      | ф  | Что скрывает ложь           | Trespass                                   | Джона                    |
| 2012      | ф  | Кодовое имя «Джеронимо»     | Seal Team Six: The Raid on Osama Bin Laden | Станнер, командир группы |
| 2012      | ф  | Свободная повозка           | Free Ride                                  | Рей                      |
| 2012      | ф  | Создать изменения           | Making Change                              | Бишоп                    |
| 2012      | тф | The Tin Star                | The Tin Star                               | Джейк Флинн              |
| 2013      | ф  | Зажги меня                  | Plush                                      | Картер                   |
| 2014      | ф  | Красное небо                | Red Sky                                    | Бутч «Кобра» Мастерс     |
| 2014      | ф  | За конец ответишь           | Bad Johnson                                | Рич Джонсон              |
| 2014      | с  | Неосторожные                | Reckless                                   | Рой Райдер               |
| 2014      | ф  | Кровавая месть              | In the Blood                               | Дерек Грант              |
| 2016      | ф  | Великолепная семёрка        | The Magnificent Seven                      | Макканн                  |
| 2020      | ф  | Без жалости                 | Without Remorse                            | Кит Уэбб                 |
| 2022      | ф  | 9 жизней                    | Nine Bullets                               | Томми                    |
| 2025      | ф  | Любовь — боль               | Love Hurts                                 | Ренни Мерлоу             |

## Награды
- Награда «One to Watch» на Молодой Голливуд / Young Hollywood Awards 2008[10].
- Награда «Актер — восходящая звезда» на EMA Home Entertainment Awards 2008[11].
- Награда «Лучшая драка» за фильм «Никогда не сдавайся» на MTV Movie Awards 2008.
- Награда «Лучшая драка» за фильм «Сумерки» на MTV Movie Awards 2009.